# Primul cerc
Primul cerc (în rusă В круге первом, transliterat: V krughe pervom) este un roman din 1968 al scriitorului rus Aleksandr Soljenițîn.